# Dolomita

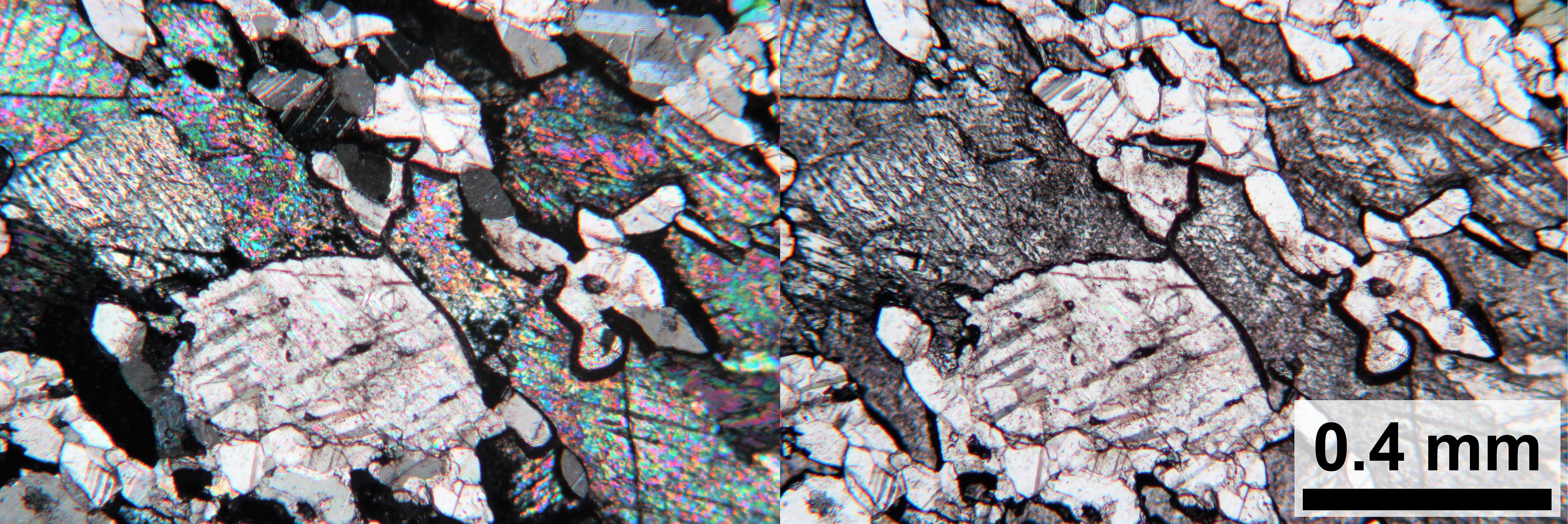
Dolomite e calcite apresentam morfologia similar quando observadas à lupa, mas quando em lâmina fina podem ser causticadas e coradas para identificar os minerais. A imagem é uma fotomicrografia de uma secção fina vista em luz polarizada cruzada: os grãos minerais mais brilhantes na imagem são dolomite; os grãos mais escuros são calcite.

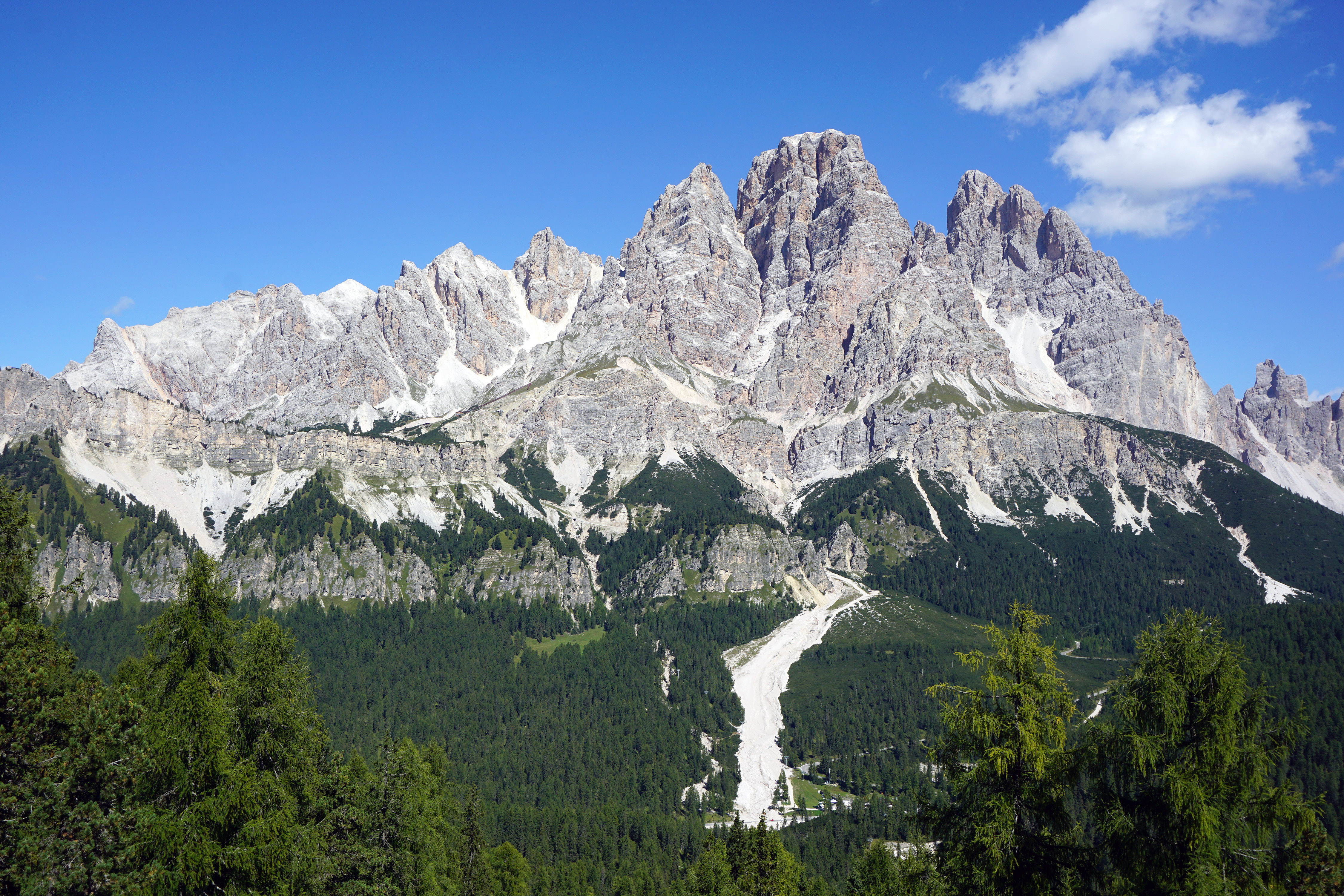
O monte Cristallo, próximo de Cortina d'Ampezzo, formado maioritariamente por rochas dolomíticas.

Dolomita (português brasileiro) ou dolomite (português europeu) é um mineral anidro de carbonato de cálcio e magnésio, com fórmula ideal CaMg(CO3)2, muito abundante na natureza sob a forma de rochas sedimentares dolomíticas. Este mineral é utilizado como fonte de magnésio e, sobretudo, para a fabricação de materiais refratários.

## Descrição
História
O mineral dolomite foi provavelmente descrito pela primeira vez por Carl Linnaeus em 1768. Na página 41 daquela obra, Linnaeus descreve o mineral (em latim) como: «Marmor tardum - Marmor paticulis subimpalpabilibus album diaphanum. Hoc simile quartzo durum, distinctum quod cum aqua forti non, nisi post aliquot minuta & fero, effervescens», o que pode ser traduzido por «Mármore lento - Mármore, branco e transparente com partículas quase imperceptíveis. É tão duro quanto o quartzo, mas é diferente por não efervescer, a menos que após alguns minutos em aqua forti».
Em 1791, foi também descrito como uma rocha pelo naturalista e geólogo Déodat Gratet de Dolomieu (1750 –1801), inicialmente a partir de pedras existentes em edifícios da antiga Roma e depois a partir de amostras recolhidas nas montanhas alpinas que agora são conhecidas como Dolomiti, no norte da Itália. Nicolas-Théodore de Saussure deu o primeiro nome ao mineral (em homenagem a Dolomieu) em março de 1792. O nome do mineral é assim uma homenagem ao geólogo francês Dolomieu
Composição e propriedades
A dolomite é um mineral anidro de carbonato de cálcio e magnésio, com fórmula ideal CaMg(CO3)2,, fazendo dele um carbonato duplo, com um arranjo estrutural alternado de iões de cálcio e magnésio.
Ocorrem soluções sólidas entre a dolomite, a ankerite (um mineral dominado por ferro) e a kutnohorite (um mineral dominado pelo manganês). Pequenas quantidades de ferro na estrutura dão aos cristais uma tonalidade amarela a acastanhada. A susbtituição iónica por manganês na estrutura pode atingir cerca de três por cento de MnO. Um alto teor de manganês dá aos cristais uma cor rosada. Por vezes, o chumbo, o zinco e o cobalto também substituem o magnésio na estrutura. O mineral dolomite está intimamente relacionado com huntite (Mg3Ca(CO3)4). Em termos gerais, a dolomite pode ser encarada como um termo de uma solução sólida entre o magnésio e o ferro, cujo extremo em ferro é a siderite e o extremo em magnésio é a magnesite.
O mineral dolomite é constituído por cristais brancos, castanhos, cinza ou rosa, mais frequentemente de cor cinza com raias brancas, de brilho vítreo. Cristaliza no sistema trigonal, geralmente em romboedros. A menos que esteja na forma de pó fino, não se dissolve rapidamente ou apresente efervescência em ácido clorídrico diluído a frio, como ocorre com calcite. A froamção de maclas é comum, em geral por simples geminação por contacto. Tem dureza entre 3,5 e 4,0 na escala de Mohs. A sua densidade varia entre 2,84 e 2,86.
Como a dolomite pode ser dissolvida por água ligeiramente ácida, as áreas ricas em dolomitos são importantes como aquíferos e contribuem para a formação de terrenos cársticos.
Formação
Foram propostos vários modelos para a origem da dolomite, indo desde os processos hidrotermais, com fluidos vindos de grandes profundidades através de falhas geológicas também muito profundas, a modelos de origem a partir de interação microbial em ambientes hipersalinos e a modelos de misturas de águas doce e salgada.
Esta documentado que a formação de dolomite moderna ocorre sob condições de anaerobiose em lagoas salinas supersaturadas ao longo da costa do Rio de Janeiro (Brasil), nomeadamente, na Lagoa Vermelha e no Brejo do Espinho. Postula-se frequentenebte que a dolomite se desenvolve apenas com a ajuda de bactérias redutoras de sulfato (como Desulfovibrio brasiliensis).
No entanto, a dolomite de baixa temperatura pode ocorrer em ambientes naturais ricos em matéria orgânica e superfícies de células microbianas, como resultado da complexação de magnésio por grupos carboxila associados à matéria orgânica.
Vastos depósitos de dolomite estão presentes no registo geológico, mas o mineral é relativamente raro em ambientes modernos. Sínteses inorgânicas de baixa temperatura de dolomite e magnesite, consideradas como comprovadamente reproduzíveis, foram publicadas pela primeira vez em 1999. Essas experiências laboratoriais mostraram como a precipitação inicial de um "precursor" metaestável (como calcite de magnésio) evoluirá gradualmente para a fase mais estável (como dolomite ou magnesite) durante intervalos periódicos de dissolução e re-precipitação. O princípio geral que governa o curso desta reação geoquímica irreversível foi considerado como uma quebra das estapas da regra de Ostwald.
Existem algumas evidências da ocorrência de dolomite biogénica. Um exemplo é a formação de um urólito de dolomite na bexiga de um cão, possivelmente como resultado de uma doença ou infecção.

## Usos
A dolomite é usada como uma pedra ornamental, para a preparação de agregantes para betões e como fonte de óxido de magnésio, especialmente no processo de Pidgeon para a produção de magnésio. É também parte importante das rochas dolomíticas, as quais por sua vez são importantes na formação de reservatórios geológicos de petróleo e servem como rocha hospedeira para grandes depósitos carbonatados de chumbo-zinco delimitados por estratos de dolomite (conhecidos como do tipo Vale do Mississippi ou MVT), com elevadas quantidades de minérios de metais de base como chumbo, zinco e cobre.
Onde o calcário de calcite é incomum ou muito caro, a dolomita é por vezes usada em sua substituição como fundente para a produção de ferro e aço. Grandes quantidades de dolomita processada são usadas na produção de vidro float (ou seja vidro plano fabricado pelo processo de flutuação).
Em horticultura, dolomite e calcário dolomítico são adicionados aos solos e misturas de envasamento sem solo como tampão de pH e como fonte de magnésio. A dolomite também é usada como substrato em aquários marinhos (aquários de água salgada) para ajudar a amortecer as mudanças no pH da água.
Dolomite calcinada também é usada como um catalisador para a destruição de alcatrão na gaseificação de biomassa a altas temperaturas.
Na investigação em matéria de física das partículas têm sido construídos detectores de partículas sob camadas de rochas dolomíticas para permitir que os detectores detectem um maior número de partículas. Como a dolomite contém quantidades relativamente pequenas de materiais radioativos, pode isolar contra a interferência dos raios cósmicos sem aumentar os níveis de radiação de fundo.
Além de ser um mineral industrial, a dolomite é muito valorizada por colecionadores e museus quando forma grandes cristais transparentes. Os exemplares que aparecem na pedreira de magnesite explorada em Eugui, Esteribar (em Navarra) são considerados entre os melhores do mundo.